# Ланнон (Вісконсин)
Ланнон (англ. Lannon) — селище (англ. village) в США, в окрузі Вокеша штату Вісконсин. Населення — 1355 осіб (2020).

## Географія
Ланнон розташований за координатами 43°9′17″ пн. ш. 88°9′12″ зх. д. / 43.15472° пн. ш. 88.15333° зх. д. (43.154664, -88.153205).  За даними Бюро перепису населення США в 2010 році селище мало площу 6,38 км², з яких 6,33 км² — суходіл та 0,05 км² — водойми.

## Демографія
Згідно з переписом 2010 року, у селищі мешкало 1107 осіб у 479 домогосподарствах у складі 314 родин. Густота населення становила 173 особи/км².  Було 517 помешкань (81/км²).
Расовий склад населення:
| - 94,8 % — білих - 1,0 % — чорних або афроамериканців - 0,6 % — корінних американців - 0,5 % — азіатів - 1,7 % — осіб інших рас |

До двох чи більше рас належало 1,4 %. Частка іспаномовних становила 4,0 % від усіх жителів.
За віковим діапазоном населення розподілялося таким чином: 21,1 % — особи молодші 18 років, 64,2 % — особи у віці 18—64 років, 14,7 % — особи у віці 65 років та старші. Медіана віку мешканця становила 43,2 року. На 100 осіб жіночої статі у селищі припадало 100,5 чоловіків;  на 100 жінок у віці від 18 років та старших — 97,5 чоловіків також старших 18 років.
Середній дохід на одне домашнє господарство  становив 70 676 доларів США (медіана — 54 323), а середній дохід на одну сім'ю — 80 226 доларів (медіана — 63 214). Медіана доходів становила 45 493 долари для чоловіків та 41 838 доларів для жінок. За межею бідності перебувало 6,1 % осіб, у тому числі 19,6 % дітей у віці до 18 років та 1,6 % осіб у віці 65 років та старших.
Цивільне працевлаштоване населення становило 665 осіб. Основні галузі зайнятості: виробництво — 24,7 %, освіта, охорона здоров'я та соціальна допомога — 14,7 %, роздрібна торгівля — 13,8 %.